# Волга (группа)
«Волга» — этно-электронный коллектив, основанный в Москве в 1997 году. Проект записал несколько альбомов и даёт концерты в разных странах мира.

## Музыка
В музыке «Волги» объединены индустриальная электроника (Роман Лебедев, Алексей Борисов), элементы древнего русского фольклора (Анжела Манукян) и ритуальные мотивы музыки мира (Юрий Балашов — звукосук и тибетская чаша).
Ритмическая основа композиций «Волги» — даб, трип-хоп, хаус вместе с эмбиентом и акустической перкуссией. В качестве текстов используются старорусские тексты XI—XIX веков.
Проект пользуется успехом и за пределами России, частично попадая в музыкальную категорию world music.

## Участники
- Анжела Манукян (1965—2021) — певица и этнограф
- Роман Лебедев — гитарист-виртуоз, мастер компьютерной музыки и саунд-арта, бывший участник группы «Коррозия Металла»
- Алексей Борисов — гитара, вокал; музыкант-экспериментатор, продюсер и журналист, участник ряда групп («Ночной Проспект», «F.R.U.I.T.S.», «Центр») и многочисленных проектов.
- Юрий Балашов (1955—2020) — обладатель и конструктор уникальных экзотических инструментов, художник, лауреат американской премии Grammy за оформление последнего альбома Фрэнка Заппы «Civilization 3».

## Дискография
- 1999 «Волга» (CD, Exotica records)
- 2003 «Выпей до дна» (CD, Exotica records)
- 2003 «Концерт» (CD, Sketis music)
- 2004 «Три Поля» (CD,Volga/ Sketis music)
- 2005 «Selected Works» (Сборник, Volga/ Lollipop Shop)
- 2006 «Remixed VOLGA» (Volga/Sketis music)
- 2007 «Помол» (Lumberton Trading Company)
- 2010 «Кумушки пьют» EP
- 2014 «Кумушки пьют» (CD, Asphalt Tango Records)

### Песни, вошедшие в сборники
- «Русалья» — V/A «Exotheque» (Exotica, 2001)
- «Выпей до дна» — V/A «Расскажи Чайковскому новости. Часть третья» (Exotica Lights, 2001)
- «Квашня» — V/A «Расскажи Чайковскому новости. Часть четвёртая» (Exotica Lights, 2001)